# Double Dragon
Double Dragon (双截龍?, Daburu Doragon) è un videogioco arcade del tipo picchiaduro a scorrimento sviluppato e pubblicato nel 1987 dalla Technos Japan Corporation in Giappone e pubblicato dalla Taito in Europa e Nordamerica.
Si può considerare il primo videogioco di grande successo del suo genere, fonte d'ispirazione di molti picchiaduro a scorrimento prodotti successivamente.
Vanta un alto numero di conversioni e diede inizio alla prolifica serie di Double Dragon, a partire da una trilogia di arcade insieme a Double Dragon II: The Revenge e Double Dragon 3: The Rosetta Stone. Sulla serie sono basati anche un fumetto, una serie TV animata e un film.
Si può ritenere un successore ideale, ma non ne è un seguito, di un precedente gioco della Technos Japan Corporation, Renegade.

## Trama
Cinque anni dopo una guerra nucleare (questo è specificato solo nella versione giapponese), una squallida New York è controllata da organizzazioni criminali, su tutte i temibilissimi Black Warriors capeggiati da Willy Mackey. I protagonisti sono i fratelli Billy e Jimmy Lee, grandi esperti di arti marziali, che vedono rapita l'amica Marian dai Black Warriors come oggetto di riscatto per ottenere i segreti della loro disciplina. I due fratelli si propongono quindi di sgominare i malviventi a mani nude per liberare Marian.
Dopo aver attraversato i bassifondi, una fabbrica in disarmo e un bosco, giungono al covo di Willy, uno sfarzoso palazzo con elementi gotici nascosto dietro una parete rocciosa. Sconfitto Willy, l'unico nemico dotato di un'arma da fuoco, i due si combattono a vicenda per poter avere Marian, che infine bacia il vincitore.

## Modalità di gioco
Double Dragon presenta una visuale 2,5D a scorrimento multidirezionale, prevalentemente verso destra. 
Con il joystick ci si muove per l'area di gioco, mentre con i tre tasti si possono sferrare pugni, calci e saltare. Il protagonista ha una barra di energia composta da 5 quadrati che man mano cala ogni volta che si subiscono colpi, fino all'uccisione; il giocatore ha generalmente a disposizione tre vite ma ciò varia in base all'impostazione dei chip. Si perde direttamente la vita cadendo in buche, fossati e precipizi. Possono essere presenti piattaforme su cui arrampicarsi e nel quarto livello bisogna evitare alcuni trabocchetti. Ogni livello deve essere completato entro un tempo stabilito pena la perdita di una vita.
Il giocatore inizialmente lotta a mani nude e ha la possibilità di effettuare "combo" di pugni (3 colpi l'ultimo dei quali è un montante), combo di calci (2 colpi, l'ultimo è un calcio circolare), prese per i capelli con conseguenti ginocchiate sul volto o proiezioni a terra, calci volanti, testate, gomitate o calci girati all'indietro; se si viene afferrati per i capelli o immobilizzati alle spalle, è possibile liberarsi della presa premendo il tasto del salto.
Lungo il percorso si possono trovare differenti armi, alcune da mischia (mazze da baseball, fruste), altre da lancio (candelotti di dinamite, coltelli, bidoni, scatoloni e massi).
Una delle caratteristiche di maggior successo del gioco è la varietà dei nemici, per aspetto e per metodi di lotta. Nell'originale arcade ci sono diversi tipi di nemici, la maggior parte dei quali appaiono più volte nel gioco con tavolozza dei colori variabile: i teppisti Williams e Roper, Linda (unica donna), il gigante calvo Abobo, e altri tre personaggi che si incontrano come boss, il primo dei quali, Jick, è un gigante afroamericano che ricorda Mr. T; il secondo boss, Jeff, è un individuo fisicamente simile ai protagonisti e con le loro stesse tecniche di attacco;  il terzo boss, Mibobo, ha gli stessi tratti di Jick, ma con la pelle verde. A loro si aggiunge il boss finale, Willy, che è l'unico nemico dotato di arma da fuoco, una mitragliatrice. I nemici attaccano perlopiù a mani nude, ma Linda è solitamente armata di frusta; la mazza, il coltello e la dinamite sono le armi che talora vengono utilizzate da Williams e Roper; infine i bidoni, gli scatoloni e i massi possono essere lanciati solo da Roper e Abobo. Jick e Jeff sono presenti più volte anche come miniboss; il primo nel livello 4, il secondo (con colori diversi) nei livelli 3 e 4.
I livelli del gioco sono quattro. Al termine di ogni livello c'è da lottare contro il boss di turno, supportato da nemici comuni: se dopo la sconfitta del boss sono ancora presenti scagnozzi nello schermo, questi scapperanno via. Se al termine del gioco con la modalità a due giocatori Billy e Jimmy sono entrambi vivi, essi dovranno scontrarsi in un duello all'ultimo sangue, per avere Marian.

### Versione per NES
La versione per Nintendo Entertainment System è ovviamente limitata dal punto di vista grafico, ma gli sviluppatori resero il gioco più ricco dal punto di vista degli elementi presenti, arrivando a differenziarlo parecchio rispetto all'originale.
Non vi è la possibilità di giocare in modalità doppio cooperativo, ma solamente in modo alternato con i giocatori che controllano Billy Lee.
I nemici presenti contemporaneamente nella schermata non sono mai più di due.
Il porting prevede un sistema simil-RPG con un livello di esperienza che caratterizza il set di mosse a disposizione del giocatore: il protagonista inizia il gioco con la sola possibilità di sferrare pugni e calci, e aumentando il livello di esperienza ottiene tutte le altre tecniche presenti anche nel gioco arcade; al set di mosse completo gli sviluppatori aggiunsero anche la possibilità di attaccare nemici a terra con un'azione di ground and pound, nonché di afferrare per i capelli anche Linda.
I livelli appaiono ispirati a quelli originali ma comunque differenti e più lunghi; una delle maggiori caratteristiche della versione NES è la presenza di porzioni di livello a scorrimento orizzontale molto simili a un videogioco a piattaforme.
È presente una modalità alternativa di gioco, la "Mode B", dove il giocatore può scegliere uno tra sei differenti personaggi del gioco, nemici inclusi, e si combatte come se fosse un picchiaduro a incontri multidirezionale.

## Conversioni
Le conversioni per le piattaforme a 8 bit furono per la maggior parte abbastanza fedeli e funzionali, sebbene nei limiti tecnici di tali sistemi: Nintendo Entertainment System (1988), che rinunciò al multigiocatore cooperativo ma introdusse alcune meccaniche di gioco nuove e uniche (vedi sopra), Sega Master System (1988), Commodore 64 (1988/1991), ZX Spectrum (1988), pur sofferente dei limiti cromatici della macchina e di ritardi nei comandi, Amstrad CPC (1988).
La versione per la già molto datata Atari 2600 (1988) è invece irriconoscibile e viene ricordata tra i peggiori disastri della console. Riuscì molto meglio, ma sempre deludente, la successiva versione Atari 7800 (1989). Anche l'edizione MSX (1990) soffrì di diversi problemi, con grafica strana e quasi priva di pavimenti, ritardi dei comandi e glitch.
Nel caso del Commodore 64 uscirono due conversioni diverse e indipendenti, la prima (1988) è della Melbourne House e la seconda (1991), uscita su cartuccia, è della Ocean Software.
Analogamente per Amstrad CPC uscirono due conversioni indipendenti, entrambe copyright 1988, della Virgin Mastertronic e della spagnola Dro Soft (edita all'estero da Melbourne House).
Infine anche per MSX esistono due versioni; oltre a quella sopra descritta, della coreana Zemina, uscì un porting fedele dalla versione ZX Spectrum, edito da Dro Soft.
La particolare versione NES venne ripubblicata anche come arcade nel sistema PlayChoice-10.
Per quanto riguarda i sistemi a 16 bit, le edizioni Amiga e Atari ST (1988), tra loro molto simili, sono piuttosto fedeli all'originale, almeno tra le versioni per computer; tuttavia hanno gravi lacune in quanto ad animazioni e risposta ai comandi, inoltre quella per ST è più lenta.
L'edizione MS-DOS (1988) ha sonoro ridotto al minimo e qualche imprecisione nei comandi, ma il risultato è generalmente curato. L'edizione Sega Mega Drive (1993) è quella che veramente regge il confronto con l'originale, sebbene giunta ben 5 anni dopo e con qualche compromesso sui comandi.
Tra le console portatili, l'edizione per Game Gear è talmente diversa dall'originale che è discutibile considerarla una conversione.
Ben riuscite furono l'edizione per Game Boy (1990) e soprattutto quella per Atari Lynx (Telegames, 1993), che riuscì a rivaleggiare per prestazioni perfino con il Mega Drive.
La tarda versione Game Boy Advance (2003), vedi Double Dragon Advance, presenta sprite e intermezzi completamente rimodellati.

## Colonna sonora
La Apollon Music ha pubblicato la colonna sonora in edizione limitata (Original Sound of Double Dragon - Arcade Version) in formato musicassetta nel febbraio del 1988.